# Gamal al-Ghandour
Gamal Mahmoud Ahmed al-Ghandour  (arabisch جمال محمود الغندور, DMG Ǧamāl Maḥmūd al-Ġandūr; * 12. Juni 1957 in Kairo) ist ein ehemaliger ägyptischer Fußballschiedsrichter. Von 1993 bis 2002 stand er auf der FIFA-Liste und amtierte in diesem Zeitraum bei zwei Fußball-Weltmeisterschaften und mehreren Kontinentalturnieren, darunter die Europameisterschaft 2000, sowie beim olympischen Fußballturnier 1996.

## Werdegang
Ghandour wurde 1981 Schiedsrichter und leitete ab 1989 Spiele der Egyptian Premier League – der höchsten ägyptischen Spielklasse.
1993 wurde er durch den ägyptischen Fußballverband für die FIFA-Liste nominiert, was ihn zur Leitung internationaler Begegnungen berechtigte. Bereits ein Jahr später gehörte er zum Schiedsrichteraufgebot des Afrika-Cups 1994. Insgesamt vertrat er Ägypten fünfmal in Folge bei der afrikanischen Kontinentalmeisterschaft, zuletzt bei der Ausgabe 2002. Bei diesem Turnier wurde er mit dem Finale zwischen dem Senegal und dem schließlichen Turniersieger Kamerun betraut. Bei der Fußball-Asienmeisterschaft 1996 leitete er als Gastschiedsrichter vier Partien, darunter ein Halbfinale. Auch bei der Fußball-Europameisterschaft 2000 gehörte al-Ghandour zum Aufgebot der Unparteiischen, durch seinen Einsatz bei den Vorrundenpartien zwischen Norwegen und Spanien sowie zwischen Tschechien und Dänemark ist er der erste Nicht-Europäer, der ein EM-Spiel leitete, sowie der erste – und, bis Juni 2024, der einzige – Fußballschiedsrichter der bei drei verschiedenen Kontinentalmeisterschaften zum Einsatz kam. Seitdem teilt er sich dieses Alleinstellungsmerkmal mit César Arturo Ramos.
Sein erstes interkontinentales Turnier erlebte al-Ghandour bei Olympia 1996, wo er während des olympischen Fußballturniers insgesamt vier Spiele pfiff, darunter das Spiel um die Bronzemedaille zwischen den Olympiamannschaften Brasiliens und Portugals (Endstand 5:0). Zwei Jahre später nominierte ihn der Weltverband für die WM 1998. In Frankreich kam er zu drei Einsätzen, darunter ein Viertelfinale. Beim Confed Cup 2001 war er einer von zwei nominierten afrikanischen Schiedsrichtern. 2002 nahm er zum zweiten Mal an einer WM-Endrunde teil. Nach zwei Einsätzen in der Gruppenphase wurde er für das Viertelfinale zwischen Gastgeber Südkorea und Spanien angesetzt. In diesem Spiel verweigerte er mit seinem Gespann bestehend aus dem Ugander Ali Tomusanga und Michael Ragoonath aus Trinidad & Tobago den favorisierten Iberern insgesamt drei vermeintlich regulär erzielte Tore, Südkorea gewann die Partie schließlich im Elfmeterschießen. Nachdem die Südkoreaner bereits in der vorangegangenen Partien von umstrittenen Schiedsrichterentscheidungen profitiert hatten, löste Ghandours Leistung eine Kontroverse aus, in deren Mittelpunkt die allgemein als schlecht empfundene Qualität der Schiedsrichtleistungen bei der Endrunde und die vermeintliche Begünstigung des Co-Gastgebers Südkorea standen. Dieses Spiel gilt unter anderem als Auslöser für die Entscheidung der FIFA, in zukünftigen WM-Turnieren nur noch eingespielte Gespanne aus dem gleichen Land bzw. dem gleichen Kontinentalverband einzusetzen. Die Begegnung war gleichzeitig al-Ghandours letztes internationales Spiel, bevor er nach Erreichen der Altersgrenze von 45 Jahren zum Jahresende von der FIFA-Liste ausschied.
Im September 2002 leitete al-Ghandour zum zweiten Mal in seiner Karriere das Endspiel um den ägyptischen Supercup zwischen al Zamalek SC und al-Mokawloon al-Arab (Endstand 1:0 n. V.). Nach einem weiteren Einsatz in der ägyptischen Premier League am ersten Spieltag der neuen Saison beendete er seine aktive Laufbahn.
Nach dem Ende seiner aktiven Laufbahn betätigt sich Ghandour unter anderem als Kommentator und Experte beim katarischen Sender beIN Sports.